# Un pays, deux systèmes

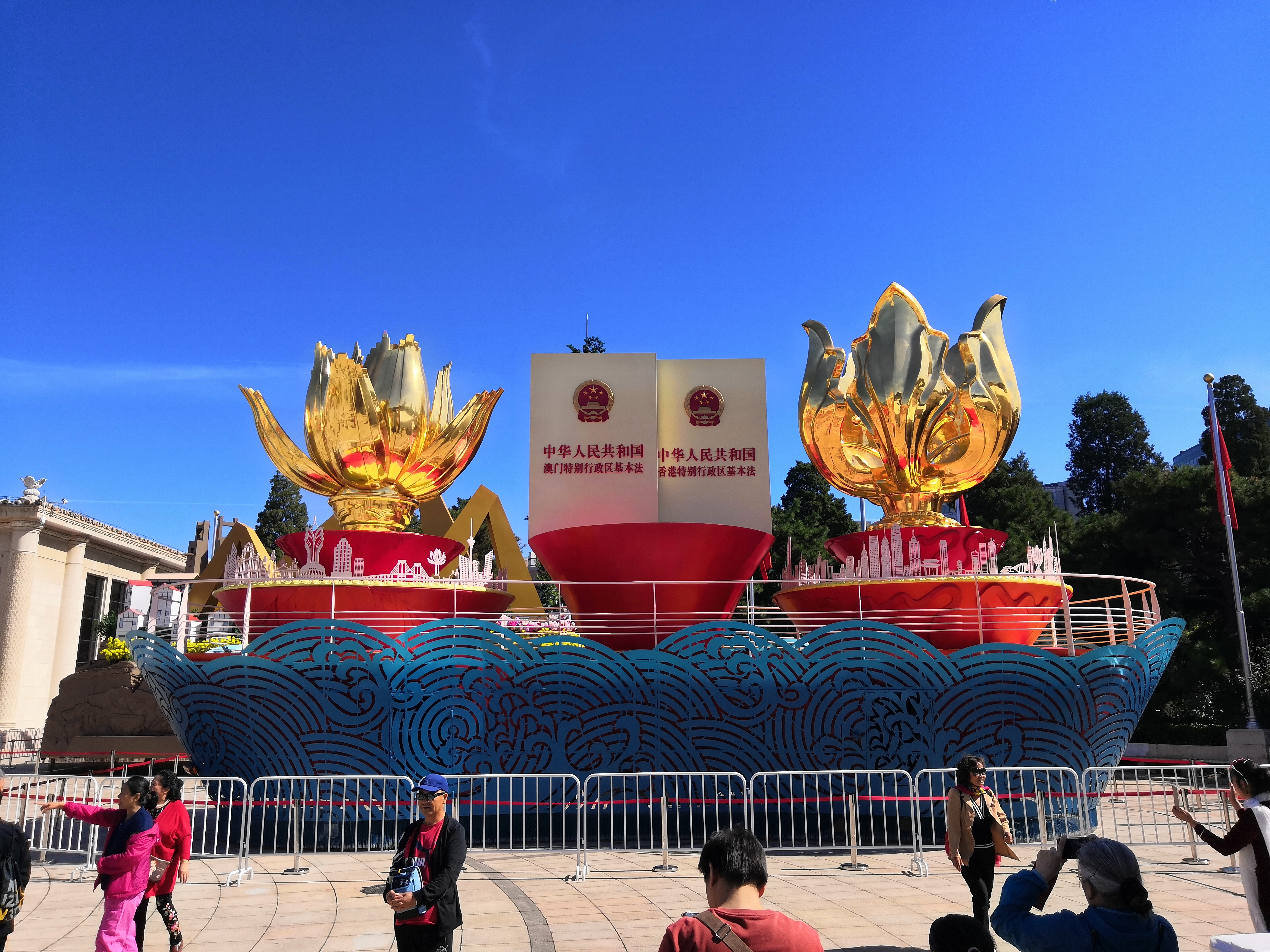
Grande histoire, réalisations brillantes - Exposition de réalisations à grande échelle à l'occasion du 70e anniversaire de la fondation de la République populaire de Chine

La formule « Un pays, deux systèmes » (chinois simplifié : 一国两制 ; chinois traditionnel : 一國兩制 ; pinyin : Yī guó liǎng zhì ; Wade : I⁴ kuo² liang³ chih⁴ ; cantonais Jyutping : Jat¹ gwok³ loeng⁵ zai³ ; cantonais Yale : Yāt gwok léuhng jai) discourut par Deng Xiaoping en 1997 à la Chine au sujet d'Hong Kong (souveraineté britannique). Ainsi Hong Kong avait l'autorisation d'être au sein de la Chine sans que cette dernière lui impose sa souveraineté.

« Notre politique consiste à appliquer le principe dit « un État, deux systèmes » ; pour parler plus précisément, cela signifie qu'au sein de la république populaire de Chine, le milliard et demi de Chinois habitant la partie continentale vit sous un régime socialiste, tandis que Hong Kong, Macao et Taïwan sont régis par un système capitaliste. Ces dernières années, la Chine s'est attachée à redresser les erreurs « de gauche » et a élaboré, dans tous les domaines, une politique qui tient compte des conditions réelles. Cinq ans et demi d'efforts ont porté des fruits. C'est précisément dans cette conjoncture que nous avons avancé la formule « un État, deux systèmes » pour régler le problème de Hong Kong et de Taïwan. »

— Deng Xiaoping

## Application du principe à Hong-Kong
Hong Kong devait bénéficier de ce régime spécial jusqu'à 2047. Cependant, la loi sur la sécurité nationale de Hong Kong est promulguée en 2020 malgré les manifestations de 2019-2020 à Hong Kong brutalement réprimées ; cette loi permet notamment le jugement de Hongkongais dans le reste de la Chine. En complément, en 2022, le Chef de l'exécutif de Hong Kong John Lee Ka-chiu est nommé directement par Pékin.

## Application du principe à Taïwan
La formule « un État, deux systèmes » est proposée par le régime chinois pour régler la question du Statut de Taïwan. Cependant, l'exemple de Hong Kong a tendu le dialogue initié entre Taipei et Pékin. Aujourd'hui, le Parti démocrate progressiste au pouvoir à Taïwan rejette ce compromis sur cette base notamment.